# Olivier Giroud
Olivier Giroud (Chambéry, 30. rujna 1986.) francuski je nogometaš koji nastupa za Lille i francusku nogometnu reprezentaciju. Prve nogometne korake je napravio u ekipi Froges, za čiju je omladinski tim nastupao od 1992. do 1999. godine. Potom prelazi u omladinski tim Grenoble.
Prvi profesionalni ugovor potpisuje za Grenoble 2005. godine. Sezonu 2007./08. je igrao na posudbi u Istresu. Godine 2008. prelazi u Tours koji je nastupao u drugoj francuskoj ligi. S 21 postignutim pogotkom Giroud je bio najbolji strijelac lige.
Dana 1. srpnja 2010. godine potpisuje za Montpellier. Za novi klub debitirao je 29. srpnja u okviru trećeg kruga kvalifikacija za Europsku ligu protiv Győrija iz Jure. Na toj utakmici postiže svoj prvi gol za Montpellier. Prvi ligaški pogodak postigao je 28. kolovoza protiv Valenciennesa. Za Montpellier je odigrao 73 ligaške utakmice i postigao 33 pogotka.
U lipnju 2012. godine je Giroud prešao u engleski Arsenal iz Montpelliera.
Giroud je debitirao za francusku nogometnu reprezentaciju u 2011. godini protiv SAD-a. Za Francusku je odigrao preko 45 utakmica i predstavljao je svoju domovinu na Europsko prvenstvo u 2012. godini i na Svjetsko prvenstvo u Brazilu. Francuski nogometni izbornik objavio je u svibnju 2016. godine popis za nastup na Europskom prvenstvu u Francuskoj, među kojim je i Giroud.

## Vanjske poveznice
- Olivier Giroud na Soccerbaseu